# Cinema (revistă)
Cinema a fost o publicație interbelică de cultură cinematografică care apărea săptămânal. Prima apariție (nr. 1) a avut loc la  15 octombrie 1924. Revista a continuat sa apară lunar, bilunar sau săptămânal până în 1948.
Între anii 1963 și 1989 revista a fost relansată de către criticul de film, dramaturgul și autoarea Ecaterina Oproiu, care a fost și redactorul-șef al publicației pe toată această perioadă, revista apărând în acest timp lunar.

## Re-înființare
După o pauză de 15 ani, în 1963, Consiliul Culturii și Educației Socialiste, dă startul unei noi serii de reviste Cinema. Aceasta apare neîncetat, lunar, până în noiembrie 1989, cumulând 322 de numere. Numărul 12/1989 deși era sub tipar, a fost suspendat. Revista avea un format de 360x265 mm, conținând aproximativ 24 pagini. După mai multe încercări, logo-ul revistei se stabilește la dimensiunile de 73x55 mm, poziția portret), conținând numărul din anul curent (Nr. 1 - 12), urmat în paranteză de numărul curent de la apariție (1 - 322) cât și numărul de ani de la apariție, cu cifre romane (Anul XXVIII).
În ianuarie 1990 au apărut două numere speciale sub o alta denumire, Noul Cinema (Serie nouă). Noul Cinema a continuat formatul revistei re-lansată în 1963, de data aceasta fără propaganda inerentă, fără de care nu ar fi primit „lumină verde,” a anilor 1980. În decembrie 1998, a apărut ultimul număr al revistei Noul Cinema (Nr. 107/1998).